# Derrubadas
Derrubadas là một đô thị thuộc bang Rio Grande do Sul, Brasil. Đô thị này có diện tích 361,284 km², dân số năm 2007 là 3378 người, mật độ 9,35 người/km².